# Gentry (Missouri)
Gentry is een plaats (village) in de Amerikaanse staat Missouri, en valt bestuurlijk gezien onder Gentry County.

## Demografie
Bij de volkstelling in 2000 werd het aantal inwoners vastgesteld op 101.
In 2006 is het aantal inwoners door het United States Census Bureau geschat op 96, een daling van 5 (-5,0%).

## Geografie
Volgens het United States Census Bureau beslaat de plaats een oppervlakte van
0,6 km², geheel bestaande uit land. Gentry ligt op ongeveer 272 m boven zeeniveau.

## Plaatsen in de nabije omgeving
De onderstaande figuur toont nabijgelegen plaatsen in een straal van 16 km rond Gentry.